# 李天錫 (北魏)
李天锡，一作李天赐，是李熙的儿子，李虎的父親，李昞的祖父，李淵的曾祖父，是北魏的幢主，西魏追赠為司空，妻為賈氏。李虎为其次子，另有长子李起头和三子李乞豆。
李淵登位後，他被尊為懿王，咸亨五年（674年）八月十五，唐高宗追尊李天錫為皇帝，廟號懿祖，諡號光皇帝。